# Araneus mauensis
Araneus mauensis là một loài nhện trong họ Araneidae.
Loài này thuộc chi Araneus. Araneus mauensis được Lodovico di Caporiacco miêu tả năm 1949.